# Corriente Resources

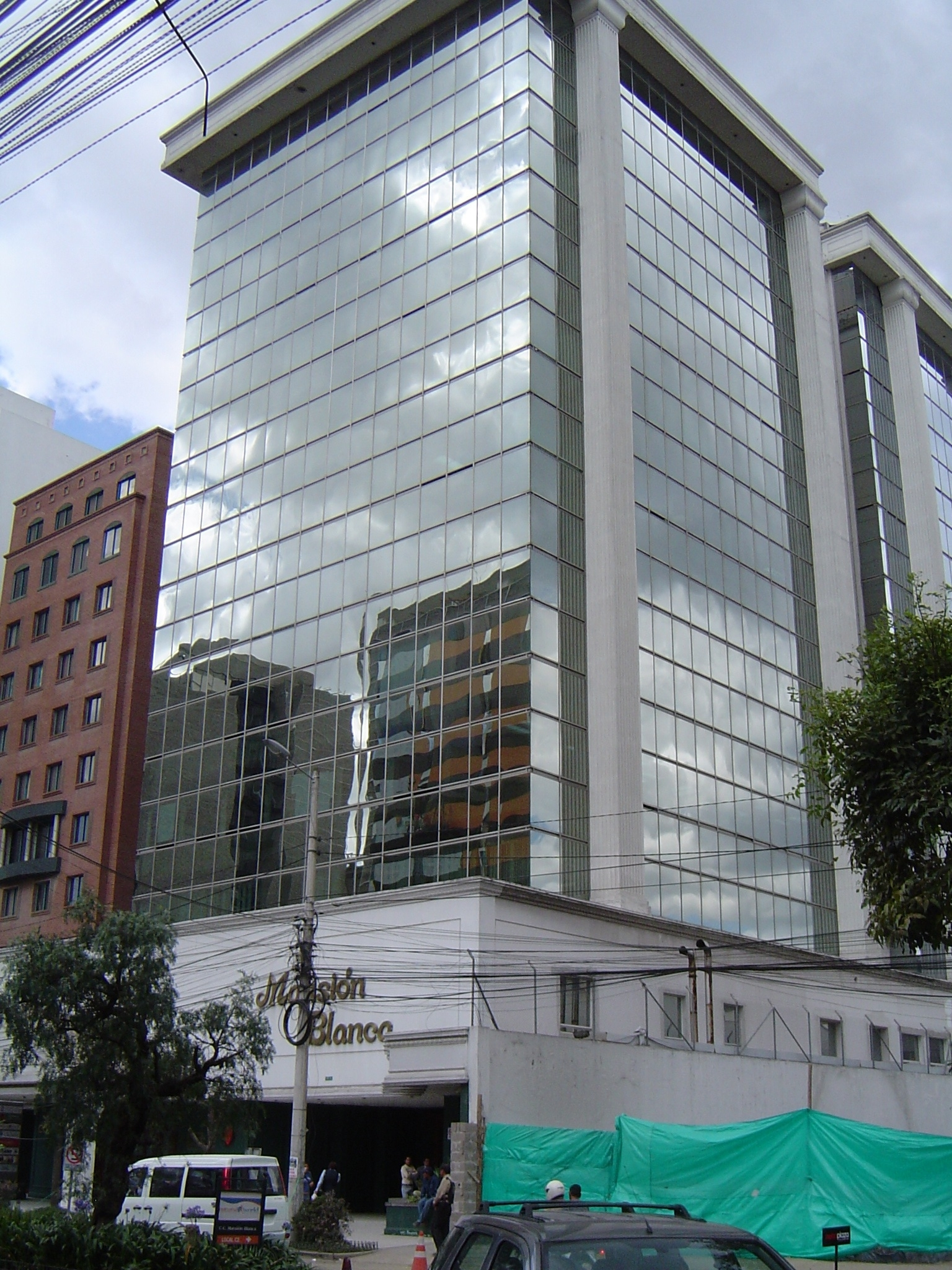
Edificio Mansión Blanca en Quito, lugar de las oficinas de Corriente Resources.

Corriente Resources es una corporación multinacional con sede en Canadá que planea abrir una mina de cobre a cielo abierto en el bosque tropical del Ecuador.

## Historia
Corriente Resources existe desde 1992. Alrededor del año 2000 entró en una alianza con la gigante minera BHP Billiton, adquiriendo concesiones mineras en el bosque tropical amazónico ecuatoriano.
Por medio de una campaña de relaciones públicas, Corriente Resources logró ganarse la simpatía de muchos habitantes de la zona que será afectada por la mina, repartiendo dinero. Sin embargo, en el 2006 se formó una resistencia local, la cual tomó varios campamentos mineros. Otro grupo de locales, apoyados por la empresa, se opuso a la toma, y hubo un enfrentamiento a golpes.
Actualmente, Corriente Resources cuenta con el apoyo de Rafael Correa, presidente del Ecuador.
Por medio de su poder económico, Corriente Resources no sólo ha influenciado a Correa, sino también a las autoridades locales de las provincias de Zamora Chinchipe y Morona Santiago, donde la empresa realiza sus actividades. A principios del 2009, durante una manifestación en contra de la empresa en el pueblo de San Miguel de Conchay en Morona Santiago, el teniente político, Hernán Samaniego, amenazó de muerte a Vicente Zhunio, uno de los opositores en contra de la mina de cobre.

En el año 2010 la empresa canadiense Corriente Resurces fue adquirida forzosamente por el consorcio chino CRCC-tongguan Investment (Canadá) Co. Ltd.  Esta adquisición fue con el fin de adquirir el Proyecto Mirador en Ecuador.  La operación le reportó al consorcio una utilidad estimada de 23.690 mil millones de dólares. Se estima que se adquirieron 10 millones de toneladas de cobre.

## Proyecto Mirador
Mirador es el proyecto principal de Corriente Resources en el Ecuador. Está ubicado en las coordenadas 3°34′12″S 78°26′05″O / -3.570046, -78.434687, cerca del pueblo de Gualaquiza en la pendiente occidental de la Cordillera del Cóndor.
El plan de Corriente Resources es extraer 30 mil toneladas de mena de cobre al día durante un período de aproximadamente 17 años, generando un total acumulado de 145 millones de toneladas de desperdicios, los cuales serán depositados en botaderos cerca de la fosa abierta, en medio del bosque tropical. Corriente Resources estima que Mirador usará 10 mil metros cúbicos de agua al día, lo que equivale al agua usada diariamente en las zonas urbanas del Ecuador por aproximadamente 20 mil personas. Corriente Resources planea construir una represa cerca del Río Quimi para contener el agua contaminada luego de ser usada en el proceso de extracción del cobre.
Corriente Resources planea hacer un gasto inicial de USD$533 millones.
Para exportar el cobre, Corriente Resources construirá un puerto en la ciudad de Puerto Bolívar en el Océano Pacífico, a 400 kilómetros de la mina. (Puertocobre)
En julio del 2009, Corriente Resources anunció que había recibido la aprobación del Ministerio del Ambiente y la Secretaría Nacional del Agua del Ecuador para comenzar a excavar la mina a cielo abierto.
También constituyó la empresa Hidrocruz con el fin de proveer de energía hidroeléctrica de bajo costo para el proyecto.

## Principales accionistas
Los principales accionistas (dueños del 5 por ciento o más de las acciones) de Corriente Resources son:
| Nombre          | Ocupación                                             | Dirección oficina                                                      | Porcentaje de las acciones |
| --------------- | ----------------------------------------------------- | ---------------------------------------------------------------------- | -------------------------- |
| David Lu        | Financista, administrador de Hedgehog Capital LLC     | 1117 East Putnam Avenue Suite 320 Riverside Connecticut Estados Unidos | 10,9                       |
| Daniel Carriere | Ejecutivo, vicepresidente de Corriente Resources Inc. | 800 West Pender Street Suite 520 Vancouver Columbia Británica Canadá   | 6,1                        |